# ویلیام اکام

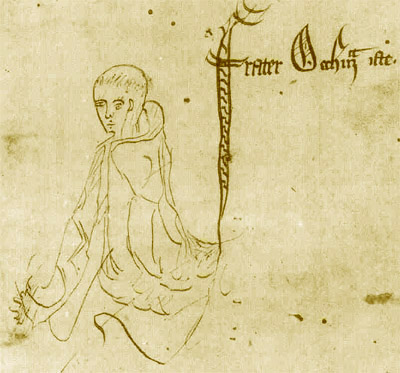
طرحی از ویلیام اکام

ویلیام اکام (به انگلیسی: William of Ockham) (ویلیام اوکامی، ویلیام اهل اوکام) منطق‌دان و فیلسوف انگلیسی بود. او در سال ۱۲۸۵ (میلادی) در دهکده اُکام، در ساری (انگلستان) در جنوب لندن زاده شد. او به احتمال قوی شاگرد دانس اسکوتوس بود. اکام مدتی در پاریس به تدریس مشغول بود و در مبارزه‌ای که میان کلیسا و دولت در جریان بود، به طرفداری از ناسیونالیسم برخاست و در نتیجه مغضوب کلیسا شد و ناچار شد، به حاکم باواریا پناه ببرد. در حقیقت دوره فلسفه مدرسی با اکام پایان می‌پذیرد.
در آغاز دسامبر ۱۳۲۷ (میلادی) میکائیل چزنایی، رهبر فرانسیسی‌ها، وارد آوینیون شد؛ شهری که پاپ یوهانس بیست‌ودوم او را به آن جا احضار کرده بود تا در مورد حملات خود به تشکیلات پاپ در حمایت از فقر اهل انجیل پاسخ دهد. «به خواست چزنایی، اکام هم به بحث فقر علاقه نشان داد. در سال ۱۳۲۸ (میلادی) میکائیل چزنایی به همراه چندین نفر از جمله ویلیام اکام از آوینیون گریخت. در حالی که او و همراهانش به امپراتور لودویگ باواریایی پیوسته و به مونیخ رفته بودند، پاپ این افراد را تکفیر کرد.»
اکام از پیش‌گامان نام‌گرایی است. او حقیقت را در افراد می‌دانست، نه در کلیات و علم را محصول تجربه و مشاهده می‌دانست، نه تخیلات. اکام علم الهیات را یکسره از فلسفه جدا کرد و کوشید علم را از چنگال کلیسا برهاند. مهم‌ترین أثر اکام در فرهنگ روشنفکری نوین به خاطر اصل ایجاز در توصیف و الگوسازی است. جمله معروف او ((احتمال صحیح بودن توضیح ساده‌تر، بیشتر است)). این اصل با نام تیغ اوکام معروف است.
ویلیام اُکام در سال ۱۳۴۹ (میلادی)، که مرگ سیاه اروپا را فراگرفته بود، به علت بیماری طاعون درگذشت.

## زندگی
ویلیام اوکام به سالِ ۱۲۸۷ در اوکهام، ساری به دنیا آمد. اعتقاد بر این است که او سپس از سال ۱۳۰۹ تا ۱۳۲۱ در دانشگاه آکسفورد الهیات تحصیل کرد، اما در حالی که او تمام شرایط لازم برای مدرک کارشناسی ارشد در الهیات را تکمیل کرد، هرگز به مقام نایب استاد نائل نگردید. به همین دلیل، او عنوان افتخاری Venerabilis Inceptor یا «مبتدی ارجمند» را به دست آورد.
در قرون وسطی، احکام الهیات پیتر لومبارد (۱۱۵۰) به یک اثر استاندارد الهیات تبدیل شده بود و بسیاری از علمای الهیات بلندپرواز، تفسیرهایی بر آن نوشتند. ویلیام اوکهام از جمله این مفسران علمی بود. با این حال، تفسیر ویلیام مورد استقبال همکارانش یا مقامات کلیسا قرار نگرفت. در سال ۱۳۲۴، تفسیر او توسط مجمع اسقف‌ها به‌عنوان غیرمتعارف محکوم شد، و او به آوینیون، فرانسه دستور داده شد تا در برابر دادگاه پاپ از خود دفاع کند.
دی دیدی دیگر، که اخیراً توسط جورج کنیش ارائه شده‌است؛ اوکهام ابتدا در آوینیون به عنوان استاد فلسفه در مدرسه فرانسیسکن منصوب شد و مشکلات انضباطی او هنوز تا سال ۱۳۲۷ آغاز نشده بود. به‌طور کلی اعتقاد بر این است که این اتهامات توسط جان لوترل صدراعظم آکسفورد وضع شده‌است. وزیر کل فرانسیسکن، مایکل اف سزنا، به آوینیون احضار شده بود تا به اتهامات بدعت پاسخ دهد. از یک کمیسیون الهیات خواسته شده بود که تفاسیر او را بررسی کنند، و در همین حین بود که ویلیام اوکهام خود را درگیر بحث متفاوتی کرد. میکائیل اف سزنا از ویلیام خواسته بود تا استدلال‌های پیرامون فقر حواری را بررسی کند. فرانسیسکن‌ها بر این باور بودند که عیسی و حواریونش هیچ ملکی به صورت فردی یا مشترک ندارند، و قانون فرانسیس قدیس به اعضای نظم دستور می‌داد که از این رویه پیروی کنند. این باعث شد که آنها با پاپ جان بیست و دوم درگیری داشته باشند.
به دلیل حمله پاپ به حکومت فرانسیس قدیس، ویلیام اوکهام، مایکل اف سزنا و دیگر فرانسیسکن‌های برجسته در ۲۶ مه ۱۳۲۸ از آوینیون گریختند و در نهایت به دربار امپراتور روم مقدس لویی چهارم باواریا پناه بردند. نتیجه آن شد که ایشان درگیر اختلاف با پاپ شدند و از ویلیام حمایت کردند. ویلیام پس از مطالعه آثار جان بیست و دوم و اظهارات قبلی پاپ، با وزیر کل موافقت کرد. ویلیام در ازای پشتیبانی و حمایت، رساله‌هایی نوشت که از امپراتور لوئیس برای داشتن کنترل عالی بر کلیسا و دولت در امپراتوری مقدس روم دفاع می‌کرد. «در ۶ ژوئن ۱۳۲۸، ویلیام رسماً به دلیل ترک بدون اجازه آوینیون تکفیر شد. فلسفه ویلیام اوکام هرگز رسماً به عنوان بدعت محکوم نشد.
او بخش عمده ای از باقیمانده عمر خود را صرف نوشتن در مورد مسائل سیاسی، از جمله اختیارات نسبی و حقوق قدرت‌های معنوی و دنیوی کرد. پس از مرگ مایکل سزنا در سال ۱۳۴۲، ویلیام رهبر گروه کوچک معترضان فرانسیسکن شد که با لویی چهارم در تبعید زندگی می‌کردند. ویلیام اوکام (پیش از شیوع طاعون) در ۹ آوریل ۱۳۴۷ درگذشت.

## اندیشه فلسفی
ویلیام اوکام از اصلاحات مکتبی، هم در روش و هم در محتوا حمایت می‌کرد، که هدفش ساده‌سازی بود. اوکام بسیاری از کارهای برخی از الهی‌دانان قبلی، به ویژه دانس اسکوتوس را به کار برد. ویلیام اوکام دیدگاه خود را در مورد قدرت مطلق الهی، فیض و توجیه، و بسیاری از معرفت‌شناسی‌ها و اعتقادات اخلاقی خود را از دانس اسکوتوس استخراج کرد. با این حال، او علیه اسکاتوس در زمینه‌های جبر، توبه، درک او از کلیات، و دیدگاهش درباره صرفه‌جویی در تیغ اوکام واکنش نشان داد.